# Neustadt in Sachsen
Neustadt in Sachsen ( [nɔɪ̯ˈʃtat ɪn̩ ˈzaksn̩]) je město v německé spolkové zemi Sasko. Nachází se v zemském okrese Saské Švýcarsko-Východní Krušné hory a má přibližně 12 tisíc obyvatel. Na západě hraničí s Českem (Dolní Poustevna a Lobendava). K nejvýznamnějším památkám patří barokní radnice na náměstí a novogotický evangelický kostel svatého Jakuba.

## Přírodní poměry
Město se rozkládá v Neustadtském údolí mezi horským hřbetem lesní oblasti Hohwald a horou Ungerberg (538 m n. m.). Neustadtské údolí leží na hranici Šluknovské pahorkatiny a Západolužické pahorkatiny a vrchoviny. Nejvyšším vrcholem je Valtenberg (586 m n. m.). Nejbližší hraniční přechod pro automobily je v sousedním velkém okresním městě Sebnitz.

## Historie
První písemná zmínka pochází z roku 1333, kdy je Neustadt zmiňován jako horní město s těžbou zlata. Zakladatelé byli horníci z Freibergu a město pojmenovali Nuwenstad, resp. Niwenstad. Zpočátku náleželo k českému hohnsteinsko-wildensteinskému panství pod vládou Berků z Dubé. Město leží na kdysi důležité křižovatce dvou obchodních cest: solné stezky spojující Halle s Prahou a poutní cesty z hornolužického Budyšína do českého poutního místa Bohosudov. V nynější ulici Hospitalstrasse (původně Pilgerstrasse) stál pravděpodobně již od založení města první špitální kostel. Brzy po založení města byl postaven nový kostel, pojmenovaný, po vzoru Freibergu, podle učedníka Jakuba. Je také možné, že tudy vedla středověká Jakubská cesta, a proto byl kostel pojmenován podle Jakuba.
V roce 1451 město koupil saský kurfiřt Fridrich  II. Mírný (1428–1464) a od té doby již zůstalo v saském držení. Roku 1768 místní mistři cechů kovářů, zámečníků a kolářů uzavřeli sázku, kdo vyrobí dřevěné vozové kolo za nejkratší dobu. Kolo bylo vyrobeno za sedm hodin a také ještě kutáleno před západem slunce do rezidenčního města Drážďany. Kopie je dnes k vidění ve vlastivědném muzeu, originál je uložen na zámku Moritzburg.
V letech 1938 až 1945 se vyráběla v největším podniku v městě, Heringwerku, protiletadlová děla kalibru 8,8. Výroba podléhala přísnému utajení. Roku 1945 se měšťané rozhodli bez boje předat město, v kterém nebylo žádné německé vojsko, blížící se Rudé armádě a polským svazům za pomocí bílých praporů, umístěných např. na budově dnešní Schillerovy školy. Úmysl byl zmařen fanatickým vůdcem Hitlerovy mládeže, který se opevnil s několika dalšími členy a zahájil palbu na blížící se vojska, což vedlo, jen několik dní před koncem války, k zbytečným obětem na obou stranách. Vojáci poté vyhnali mnoho obyvatel z domů, které poté podpálili. Polovina budov okolo náměstí shořela a jen zásluhou katolického a evangelického faráře zůstaly ostatní budovy ušetřeny. Oba navštívili s nasazením svého života sovětského velitele a poprosili jej, aby ušetřil zbytek města. Pomohlo, že katolický farář byl Lužický Srb a mluvil tedy jazykem příbuzným ruštině a polštině.
Na základě referenda se k Neustadtu 1. srpna 2007 připojila do té doby samostatná obec Hohwald.

## Obyvatelstvo

### Náboženství
První písemná zmínka o kostele svatého Jakuba pochází z roku 1346, ten zde však stál již dříve. Roku 1539 se ve městě prosadila reformace. V 19. století začal v převážně protestantském Neustadtu kvůli stavbě železnice a válečným konfliktům přibývat počet katolíků, kteří si v letech 1927–1928 postavili vlastní kostel svaté Gertrudy. Podle sčítání lidu z roku 2011 se 2797 obyvatel (t. j. 21,0 %) hlásilo k protestantskému a 400 obyvatel (t. j. 3,0 %) k římskokatolickému vyznání.
Na území města se nachází dvě evangelicko-luterské církevní obce. Většina města (Berthelsdorf, Krumhermsdorf, Langburkersdorf, Neustadt, Polenz a Rugiswalde) náleží k církevní obci Neustadt in Sachsen, která spravuje kostel svatého Jakuba a také hřbitovní kostel. Místní části Rückersdorf, Niederottendorf a Oberottendorf patří k církevní obci Lauterbach-Oberottendorf s vesnickým kostelem v Oberottendorfu a dalším vesnickým kostelem v Rückersdorfu. Filiální kostel svaté Gertrudy náleží od roku 2018 k římskokatolické farnosti Pirna. Ve městě působí také Svědkové Jehovovi, kteří zde mají postaven Sál Království.

## Kultura a pamětihodnosti

### Muzea
Vlastivědné muzeum sídlí ve staré sladovně bývalého pivovaru Schmole. Je zaměřené na historii okolních rytířských statků, rozvoj průmyslu umělých květin a historii města. Od 19. října 2007 je v provozu v místní části Berthelsdorf Zážitkové místo „Hohwald – zlato – minerály a kameny“. Toto muzeum vzniklo v rámci projektu Zlato v Horní Lužici – nabídka turismu. Jeho součástí je informační středisko přibližující geologii, dějiny těžbu zlata, minerálů a kamenů v regionu i mimo něj.

### Pamětihodnosti
Jednou z místních rarit je koza ulitá z bronzu, v současnosti umístěná před muzeem. Byla vytvořena v roce 1969 pro mateřskou školu v ulici Götzingerstrasse, kde sloužila dětem ke hraní. Později byla však z bezpečnostních důvodů odstraněna a stála potom několik roků na výšině Götzinger Höhe.
Pozoruhodná je pískovcová figura, která zobrazuje květinářku na rohu ulice Böhmische Strasse. Roku 1956 ji zhotovil drážďanský sochař Albert Braun. Figura, která je jen skrovně oblečena, způsobila při svém odhalení značné pobouření.
Na fasádě budovy v Dresdner Strasse 3 (obchod s čokoládou) připomíná reliéf „Pfeng-Pauline“, obchodnici, která byla známá po celém městě okolo roku 1900. V koši měla stále cukroví, které prodávala za feniky (odtud její jméno; Pfeng v saském dialektu znamená Pfennig = fenik) na lidových slavnostech v okolí. Byla stále chudě oblečena, obutá v dřevákách a s šátkem na hlavě, podle pověsti však po své smrti zanechala značné jmění.

### Stavby

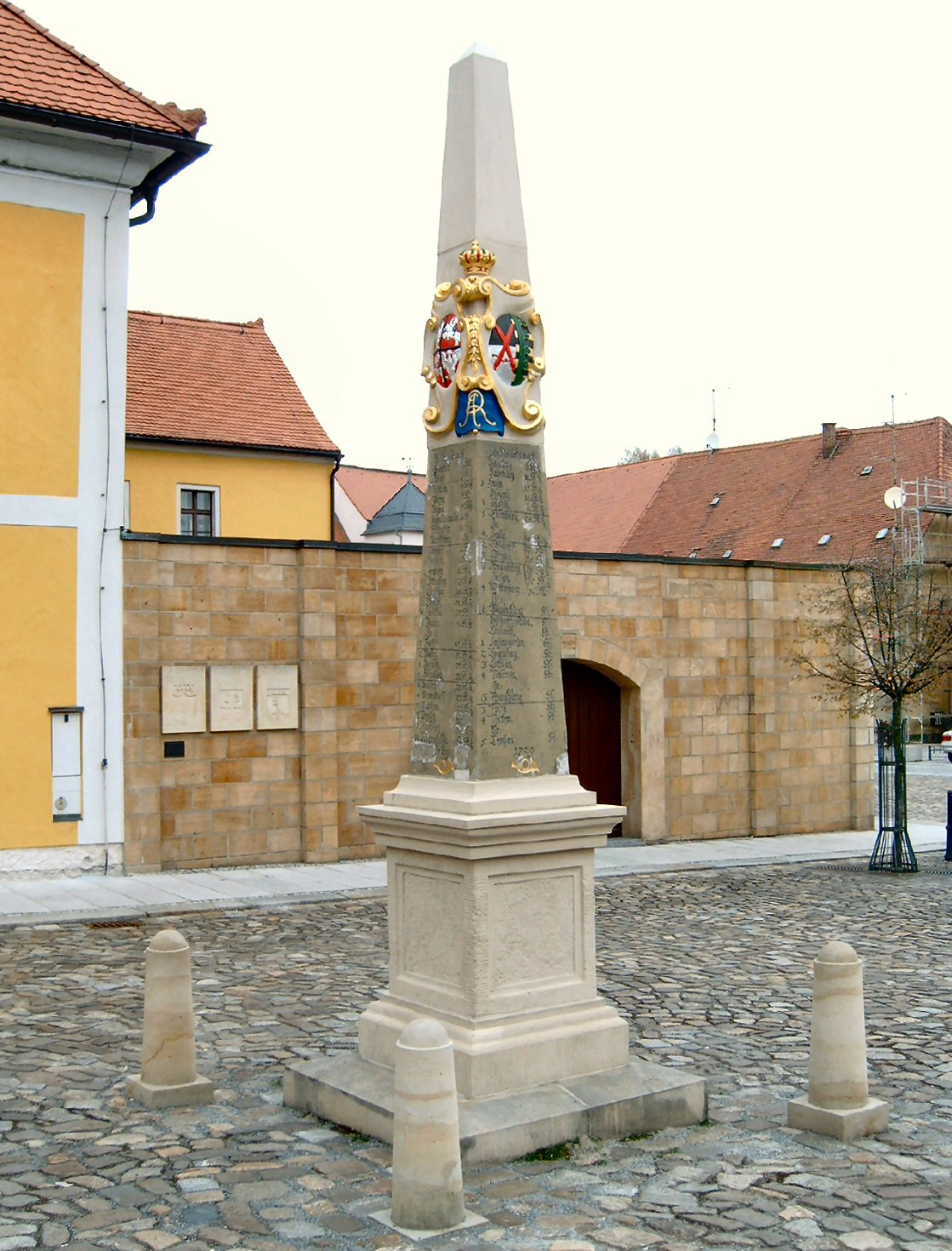
Poštovní mílový sloup na náměstí

Barokní radnice uprostřed náměstí byla postavena v letech 1696–1703. Nad radničním portálem se nalézají saský a neustadtský znak. Zajímavá je cca 15 metrů vysoká radniční věž se zvonem a hodinami. Blízko radnice stojí poštovní mílový sloup z roku 1729 kurfiřtské saské pošty s údaji vzdáleností.
Nejvyšší budovou ve městě je evangelický kostel svatého Jakuba. Původně středověký chrám, prvně zmiňovaný roku 1346, byl v roce 1884 novogoticky přestavěn. Nejstarší částí chrámu je oltářní prostor. V klenbě z lomového kamene jsou odkryté dva svorníky, zmiňované již ve velmi starých dokumentech. Na nich jsou obrazy holubice, Kristovy hlavy a zeměkoule. Z mobiliáře vynikají velmi starý vyřezávaný oltář a epitaf v oltářním prostoru. Věž s hodinami je vidět zdaleka z okolních pahorků a kdo měl dobré oči, mohl proto vždy zjistit přesný čas. Kromě bohoslužby se konají každý rok i početné koncerty.
Nejstarší obytným domem je fara vystavěný v roce 1616 ve stylu saské renesance. Mimo jiné zde také bydlel známý badatel Saského Švýcarska Wilhelm Leberecht Götzinger.
Novodobý katolický kostel svaté Gertrudy v blízkosti městského parku byl postaven v letech 1927–1928. Na místním hřbitově stojí novogotický hřbitovní kostel z roku 1901.

## Členění města
Celková rozloha Neustadtu in Sachsen je 83,12 km² a od 1. srpna 2007, kdy se sloučil se sousední obcí Hohwald, má 9 místních částí. Plochou největší je Langburkersdorf (15,48 km²), nejmenší naopak samotný Neustadt (4,48 km²). Počtem obyvatel je nejlidnatější místní částí Neustadt (6 661 obyvatel), nejméně lidnatou pak Rugiswalde (260 obyvatel).
|    | Název               | Počet obyvatel (k 31. 12. 2017) | Rozloha   | Rok připojení |
| -- | ------------------- | ------------------------------- | --------- | ------------- |
| 1. | Berthelsdorf        | 643                             | 6,75 km²  | 2007          |
| 2. | Krumhermsdorf       | 469                             | 5,03 km²  | 1974          |
| 3. | Langburkersdorf     | 1 859                           | 15,48 km² | 2007          |
| 4. | Neustadt in Sachsen | 6 661                           | 4,48 km²  | —             |
| 5. | Niederottendorf     | 367                             | 4,94 km²  | 2007          |
| 6. | Oberottendorf       | 501                             | 8,57 km²  | 2007          |
| 7. | Polenz              | 1 320                           | 12,01 km² | 1994          |
| 8. | Rückersdorf         | 320                             | 5,78 km²  | 2007          |
| 9. | Rugiswalde          | 260                             | 4,85 km²  | 2007          |

## Starostovské volby 2022
Ve starostovských volbách 12. června 2022 získal Wolfgang Peter Mühle nejvyšší počet hlasů 44,8 %, jenže nezískal potřebnou nadpoloviční většinu, proto se bude konat druhé kolo voleb, kam postupuje s druhým kandidátem v pořadí Frankem Hentschelem, který získal 34,2 % hlasů.

## Městská partnerství

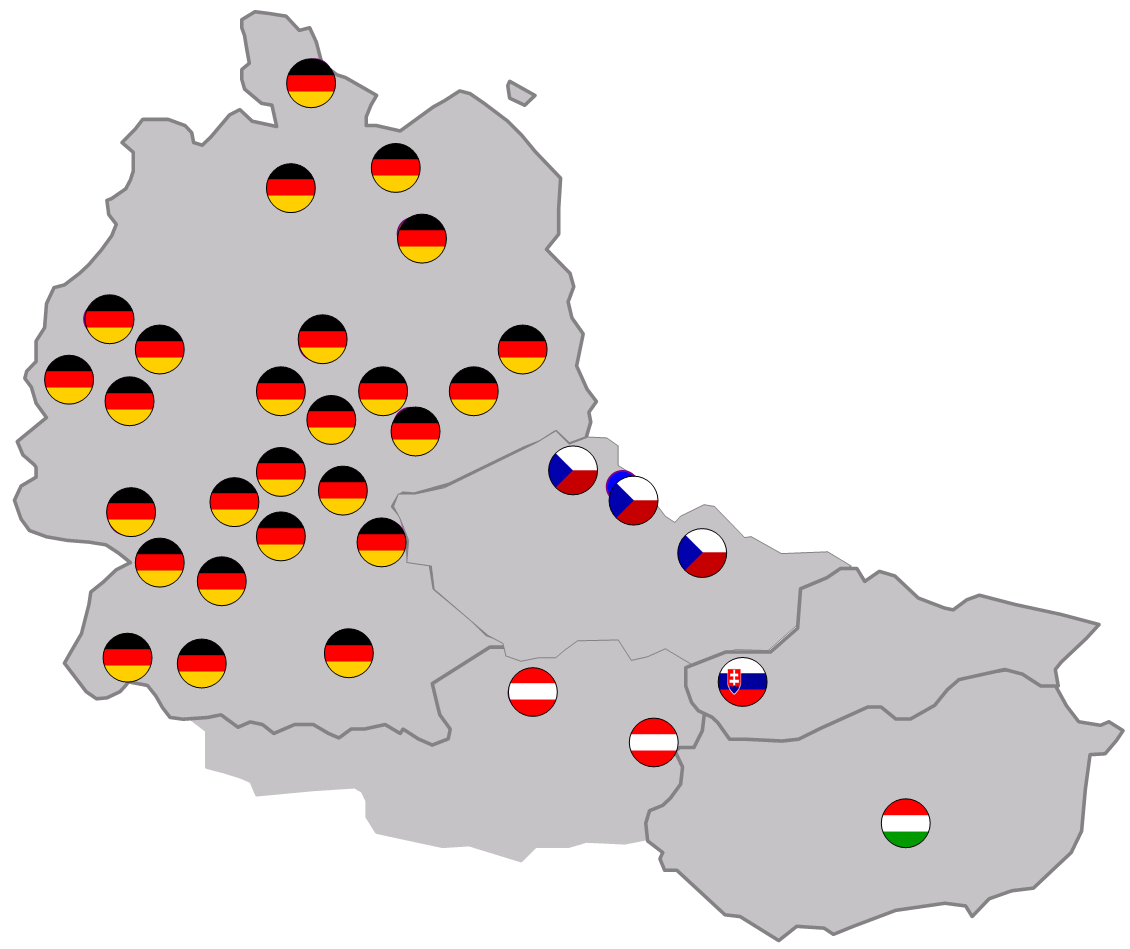
Přehled Nových Měst v Evropě, 2006

Město je členem největšího přátelského sdružení v Evropě nazývaném Nová Města Evropy. Sdružuje celkem 37 měst a obci z Německa, Rakouska, Maďarska, Slovenska a Česka, která se jmenují Neustadt (česky Nové Město) nebo obdobně v národním jazyce.

## Hospodářství

### Kovoprůmysl
Až do roku 1989 byl Neustadt střediskem zemědělského strojírenství. Kombinát „Fortschritt Landmaschinen“ založený po druhé světové válce značně přispěl k růstu města (počet obyvatel se v letech 1948 až 1984 zdvojnásobil).
Závod „Fortschrittwerk“, který vznikl z bývalého podniku „Heringwerken“ (pobočka „Hering AG Nürnberg“), byl v poválečném období největším zaměstnavatelem v kraji. V závodě v Neustadtu se vyráběly lisy na slámu a žací řádkovače. Ke kombinátu však náležely také jiné závody, např. v Singwitzu, kde se vyráběly obilní kombajny série E 512 a později E 516, anebo v Kirschau (výroba hnacích ústrojí). Vývoj a konstrukce vzorů pro všechny tyto stroje, které byly exportovány do celého světa v typických barvách modrá a bílá, však byly v Neustadtu. Od 60. let 20. století byly ve městě menší závody, jako továrna na výrobu nožů nebo smaltovna, uzavřeny a včleněny do podniku „Fortschritt“.

### Průmysl umělých květin
V Neustadtu existovalo mnoho malých továren na umělé květiny, které byly později zestátněny a zahrnuty do „VEB Kunstblume Sebnitz“. Výroba umělých květin byla často prací žen, při které byly vyražené listy nalepené na stonky anebo květy spojeny z hotově vyražených částí. Tyto práce se často prováděly jako domácí. Zúčtování se provádělo podle starého způsobu počítání s veletuctem a tuctem. Protože práce byly konány doma a částečně se pracovalo s nebezpečnými látkami, jako lepidla či skelná krupice, vznikalo přitom také nebezpečí speciálně pro děti. Vyrážení a jiné práce, které se nedělaly doma, byly vykonávány květinářkami v továrnách. Po revoluci toto průmyslové odvětví již nestačilo laciné konkurenci z jiných zemí.

### Současnost

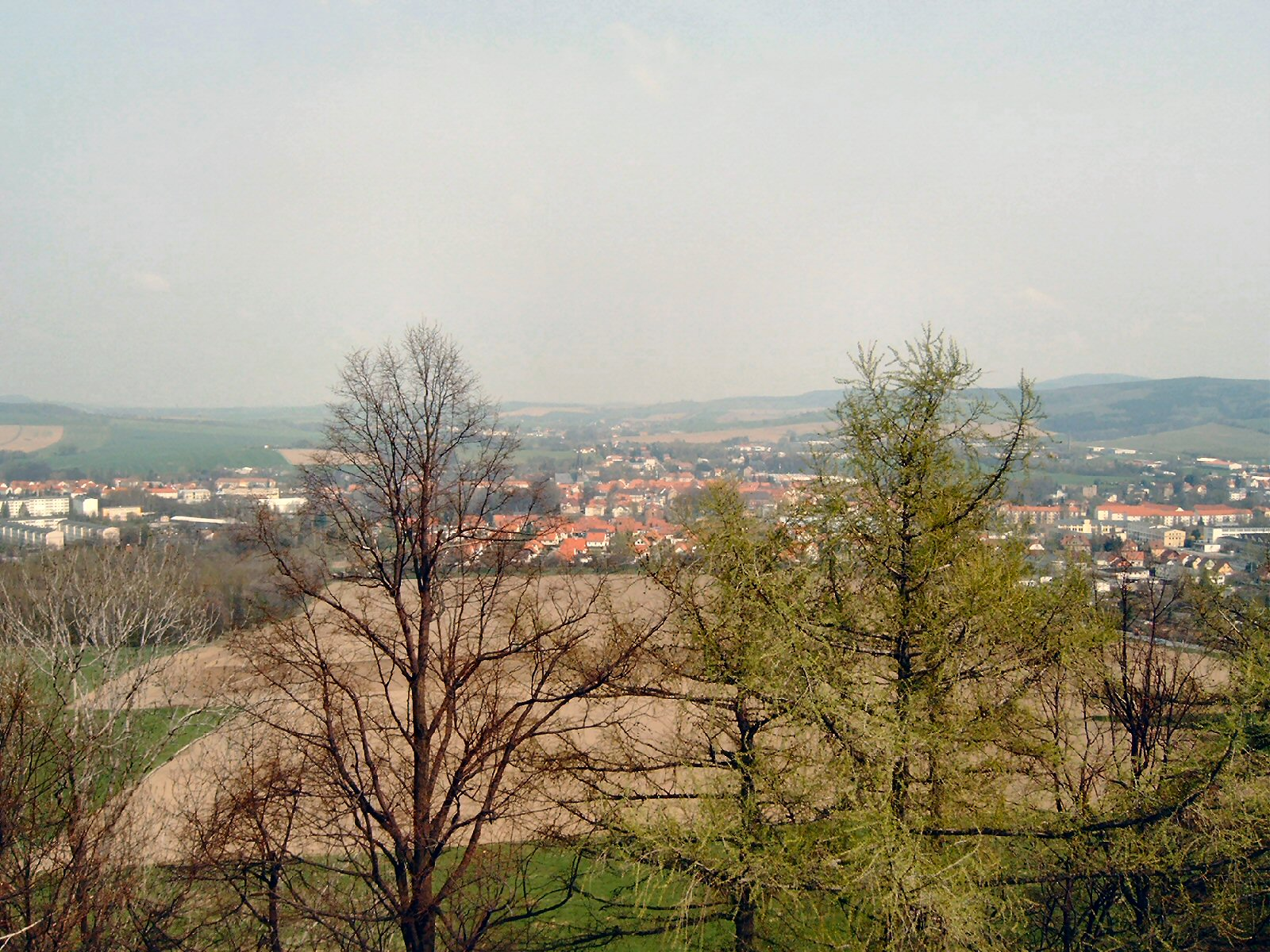
Pohled na Neustadt z výšiny Götzinger Höhe

Hospodářskou situaci v Neustadtu na počátku 21. století ovlivňuje především vysoká nezaměstnanost. Část prázdných bytů obsadili vystěhovalci německé menšiny z bývalého Sovětského svazu. V bývalém kombinátu VEB Fortschritt Landmaschinen, kde před opětovným sjednocením Německa pracovalo na 6500 lidí, zahájil v listopadu 2006 činnost výrobce obytných vozidel „Capron“. Nově se ve městě usídlilo také několik průmyslových závodů, např. továrna za výrobu plastických trubek a firma, která provádí úpravy součástek pro významné výrobce zemědělských strojů.

### Vzdělávací ústavy
- Všeobecné vzdělání

Základní škola Julia Mißbacha
Základní škola Friedricha Schillera
Gymnázium W. L. Götzingera (od léta 2007 zavřeno)
Podpůrná škola Neustadt, část místa Polenz
- Všeobecné a jazykové vzdělání

Lidová univerzita Sächsische Schweiz (Saské Švýcarsko), pobočka Neustadt
- Příprava na povoláni a výchova k povolání

Mezinárodní svaz (IB), pobočka Neustadt

### Rekreační místa a sportovní hřiště
- Sportovní fórum Neustadt
- Stadión Neustadt
- Reiterhof Mariengut
- Tenisové kurty 1. TC Neustadt
- Rekreační plovárna „Monte mare“ a fitnesové středisko
- Volná plovárna Neustadt, Rugiswalder Weg
- Lesní plovárna Polenz
- Kino „Grenzlandlichtspiele“
- Lyžařský výtah Rugiswalde
- PSV „Schusterhof“ Polenz e.V.

## Okolí

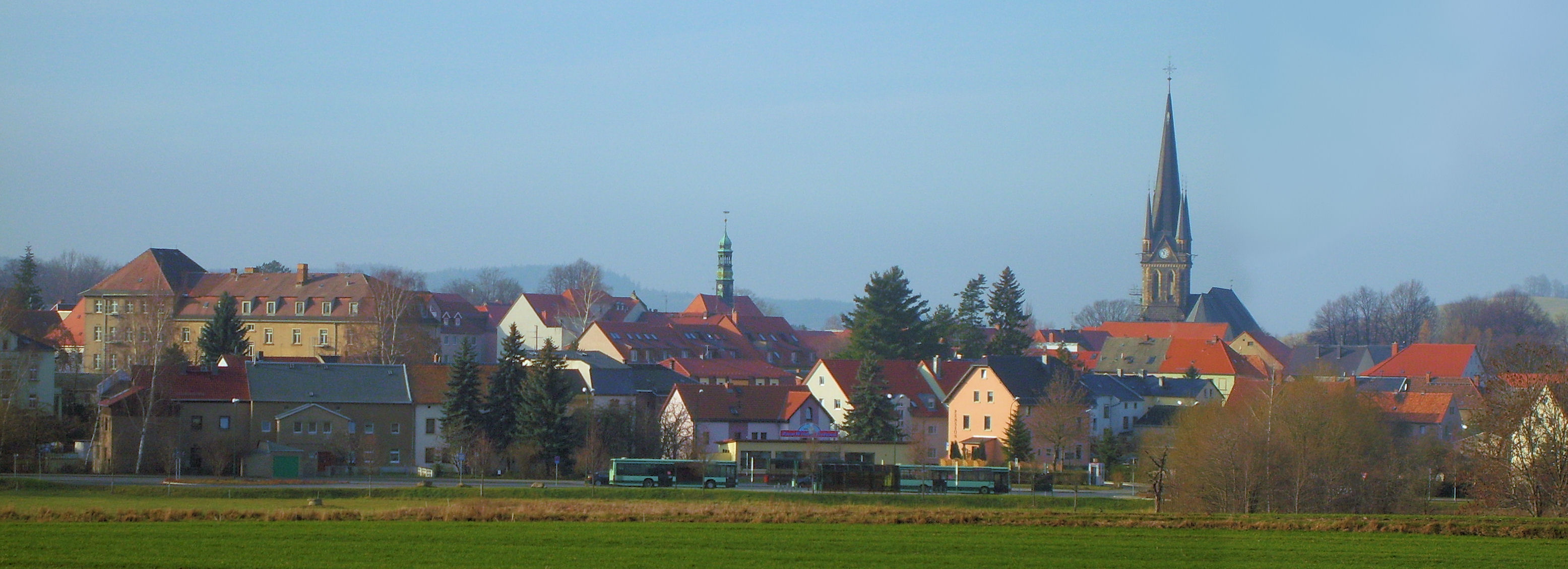
Pohled na město ze severovýchodu

Neustadtské údolí leží na hranici mezi Šluknovskou pahorkatinou a Labskými pískovci blízko lužického zlomu. Kdo se, přicházejíc ze západního směru z Drážďan nebo Stolpenu, blíží městu, přechází nejdříve horu Karrenberg (nářeční výslovnost Kornberg). Ačkoliv hora je dnes nezalesněná, pokrytá poli, nemá své jméno od „Korn“ (česky obilí), nýbrž od trakařů (německy Schubkarren), s kterými obchodníci v středověku přecházeli tuto horu na staré solné cestě. Odtud se naskytá krásný výhled na městečko a jeho okolí, které je dobře zpřístupněno turistickými cestami.
Na jihozápadě je místní část Polenz. Říčka se stejným jménem si prodírá svou cestu nejdříve přes žulu a potom přes pískovec, a to až k soutoku s řekou Sebnice, aby potom ústila po několika kilometrech jako Lachsbach blízko Bad Schandau do Labe. Údolí Polenze je proslulé pro největší přirozený výskyt divoce rostoucích bledulí jarních uvnitř Německa.
Dále jižním směrem stoupá hřbet hory Ungerberg (537 m n. m.) s televizní věží a rozhlednou. Předhůří Ungeru je Götzinger Höhe, výhled s věží a hostincem ve výšce 425 m n. m. na jih od Neustadtu. Ta je oblíbeným výletním cílem Neustadťanů. Dá se dosáhnout ze sídliště „Bruno-Dietze-Ring“ přes „Promenadenweg“, kde je místo pikniku s malým knajpovacím zařízením (šlapání vody). Z věže, tvořené železnou konstrukcí, je krásný rozhled až do okolních pohoří Labské pískovce, Krušné hory, Lužické hory a při dobré viditelnosti také až do Jizerských hor a Krkonoš. V zimě je svah Götzinger Höhe oblíbený jako sáňkařská dráha. Na východ je vidět Langburkersdorfské údolí, kde pramení řeka Polenz. Za tím jsou hory severních Čech. Na severovýchodě je les Hohwald se svým nejvyšším vrcholem Valtenbergem (587 m n. m.).

## Osobnosti města

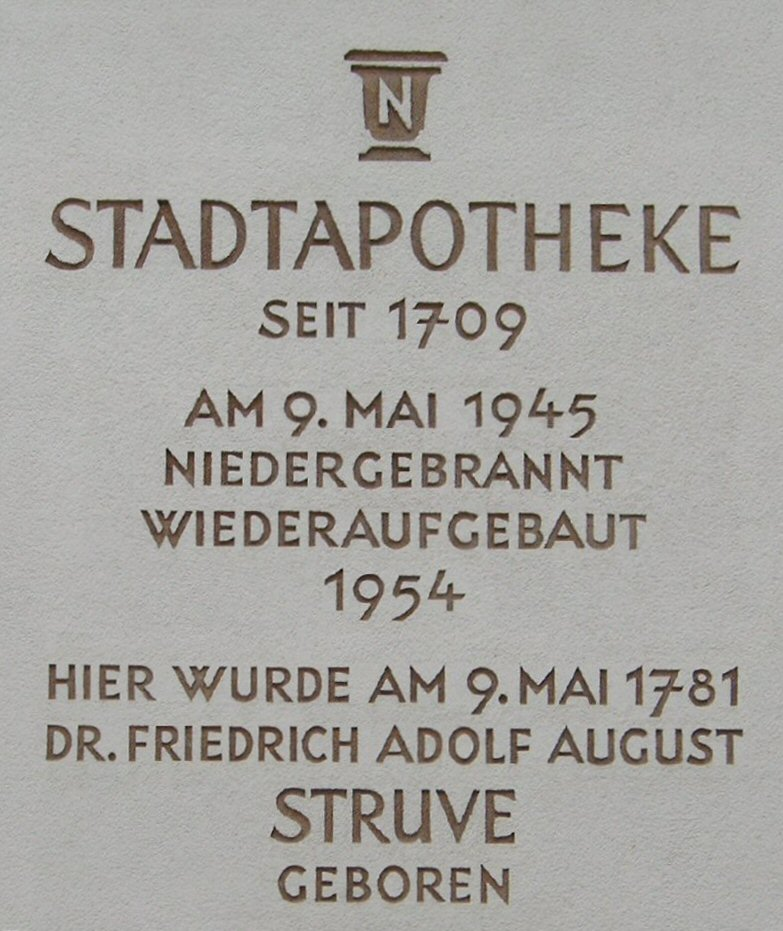
Nápis na městské lékárně u tržiště

- Wilhelm Lebrecht Götzinger (1758–1818), diákon, později farář kostela Sv. Jakuba
- Friedrich Adolph Struve (1781–1840), vynálezce umělé minerální vody
- Carl Julius Fritzsche (1808–1871), farmaceut a chemik
- Wilhelm Michael Schaffrath (1814–1893), předseda vlasteneckého spolku Neustadt založeného v roce 1848 a člen Frankfurtského národního shromáždění
- Julius Mißbach (1831–1896), nakladatel a knihkupec